# Francesco Salesio Della Volpe
Francesco Salesio Della Volpe (Ravenna, 24. prosinca 1844. – Rim, 5. studenog 1916.) bio je talijanski katolički kardinal.
Obnašao je dužnost tajnika Kongregacije za oproste i relikvije te prefekta Prefekture Papinskog dvora. Postavljen je za kardinala in pectore 1899., a imenovanje je objavljeno na konzistoriju 1901. godine. Bio je prefekt Vatikanskog arhiva od 1908. i prefekt Kongregacije Indeksa od siječnja 1911. godine. Kao protođakon, objavio je izbor kardinala Giacoma Della Chiese za papu na kraju konklave 1914.; okrunio je novog papu 6. rujna 1914. godine.